# Georg Scheutz
Pehr Georg Scheutz, född 23 september 1785 i Jönköping, död 1873 i Stockholm, var en svensk uppfinnare, publicist, bokförläggare, jurist, översättare och grafiker.

## Biografi
Georg Scheutz var son till vinhandlaren och källarmästaren Fredrik Christian Ludvig Schieutz och Johanna Christina Berg och trolovad med Margareta Schaumann (Sjöman). Scheutz läste juridik vid Lunds universitet och avlade där examen år 1805. Därefter arbetade han dels med juridisk rådgivning, dels med översättning. Till hans översättningar hör bland annat flera verk av William Shakespeare och Walter Scott.
Scheutz gjorde i sin ungdom en betydelsefull insats för den fria pressens utveckling i Sverige och ägnade sig främst åt utgivning och redigering av skrifter i politiska, ekonomiska, Bibliotek för konst, slöjd och tillämpad vetenskap, litterära och praktiska ämnen. Bland annat redigerade och utarbetade han bokverket Bibliotek för konst, slöjd och tillämpad vetenskap i tolv band 1832–1849 samt Handbok i ritkonsten 1832 och Stockholm illustrerade utkast 1860. Han medverkade i tidskrifterna Journal för manufaktorier och hushållning 1825–1826 och 1833–1834, Svenska industriföreningens tidskrift 1834–1839, Svensk illustrerad polytechnisk journal 1852–1854 och Aftonbladet 1842–1871. Han väckte internationell uppmärksamhet när han tillsammans med sonen Edvard konstruerade den sinnrika Scheutzska räknemaskinen för beräkning och tryckning av matematiska serier 1843. Det var den första fungerande programmerbara räknemaskinen med tryckenhet, efter idéer från engelsmannen Charles Babbages differensmaskin. Babbage själv misslyckades med att tillverka en fungerande sådan maskin. Utöver prototypen från 1843 byggde far och son under 1850-talet ytterligare två differensmaskiner. Maskinen byggd 1852 belönades med guldmedalj på världsutställningen i Paris 1855. Den förvärvades av ett observatorium i USA och användes för astronomiska beräkningar. Den tredje räknemaskinen beställdes av den brittiska regeringen och användes för beräkning av statistiska tabeller. Bland hans andra uppfinningar finns en valspress för bok- och gravyrtryck och ett instrument för etsning av bokstäver på planscher. Georg och sonen Edvard svarade också för merparten av svenskt frimärkstryck under åren 1857–1871. Han invaldes 1856 som ledamot nummer 524 av Kungliga Vetenskapsakademien.

## Publicist
År 1816 köpte han Fredrik Cederborghs tryckeri och blev medredaktör för dennes tidskrift Anmärkaren, som på liberal grund kritiserade den adliga byråkratin och propagerade för utvidgad tryckfrihet och minskad ämbetsmannastyrning. Scheutz gjorde sig också känd för sin kriminaljournalistik, vars humanitära inriktning var ny för genren. Anmärkaren drabbades snart av indragning, varpå Scheutz grundade Anmärkarne, sedermera ombildad till Argus, tillsammans med Johan Johansson. Sitt intresse för praktisk vetenskap lät han komma till uttryck i Journal för manufakturer och hushållning, vilken han publicerade under några år. Scheutz hade även litterära intressen han översatte flera av Shakespeares dramer och publicerade 1815 Nattäfventyret som var en parodi på fosforistisk jargong. I flera av hans utgivna arbeten kan man se att han har fäst stor vikt vid illustreringen och det är troligt att han själv utfört delar av böckernas illustrering. I Göteborgs konstmuseum finns ett graverat ovalt porträtt av Karl XIV Johan där profilens triangulära form karikatyrartat framhävts och där den amatörmässigt återgivna adelsuniformen försetts med överdrivet stora Serafimerkraschan samt Svärdsordens storkorssvärd. Bladet är signerat G.S. del @ fec. Samma porträttyp återfinns i Kungliga biblioteket som är signerat Grav. af Scheeutz med bläck.

## Verk (urval)
- Nattäfventyret (1815)
- Handbok i ritkonsten (1832)
- Slägtvälde och idévälde, eller det som var och det som kommer (1840)
- Vägen till naturens riken (1843)
- Nytt och enkelt sätt att lösa nummereqvationer af högre och lägre grader efter Agardhska teorien (1849)
- Serier beräknade, satta och tryckta med machin (1854)
- Stockholm – illustrerade utkast (1860)
- Den praktiske affärsmannen (1868)

### Översättningar
- William Shakespeare: Julius Caesar (1816)
- Zacharias Werner: Dalens söner (1817)
- Morris Birkbeck: Nybyggarne i Nordamerika, deras öden och utsigter (Notes on a Journey in America from the Coast of Virginia to the Territory of Illinois) (1818)
- William Shakespeare: Köpmannen i Venedig (1820)
- Walter Scott: Ivanhoe (1821–1822)
- Eusèbe de Salverte: Den hemliga vetenskapen (Des sciences occultes ou Essai sur la Magie, les prodiges et les miracles) (1831)
- Eugène Sue: Parisiska mysterier (Les mystères de Paris) (Hierta, 1844)
- Victor Hugo: Napoleon den lille (Napoléon le Petit) (översatt tillsammans med andra) (Hierta, 1852)

### Redaktörskap
- Anmärkaren (red. Fredric Cederborgh, Georg Scheutz) 1816–1828
- Tidning för näringarne (red. Georg Scheutz) 1840–1841

## Priser och utmärkelser
- 1856 – Ledamot av Kungliga Vetenskapsakademien
- 1872 – Kungliga priset

## Sveriges första räknemaskin

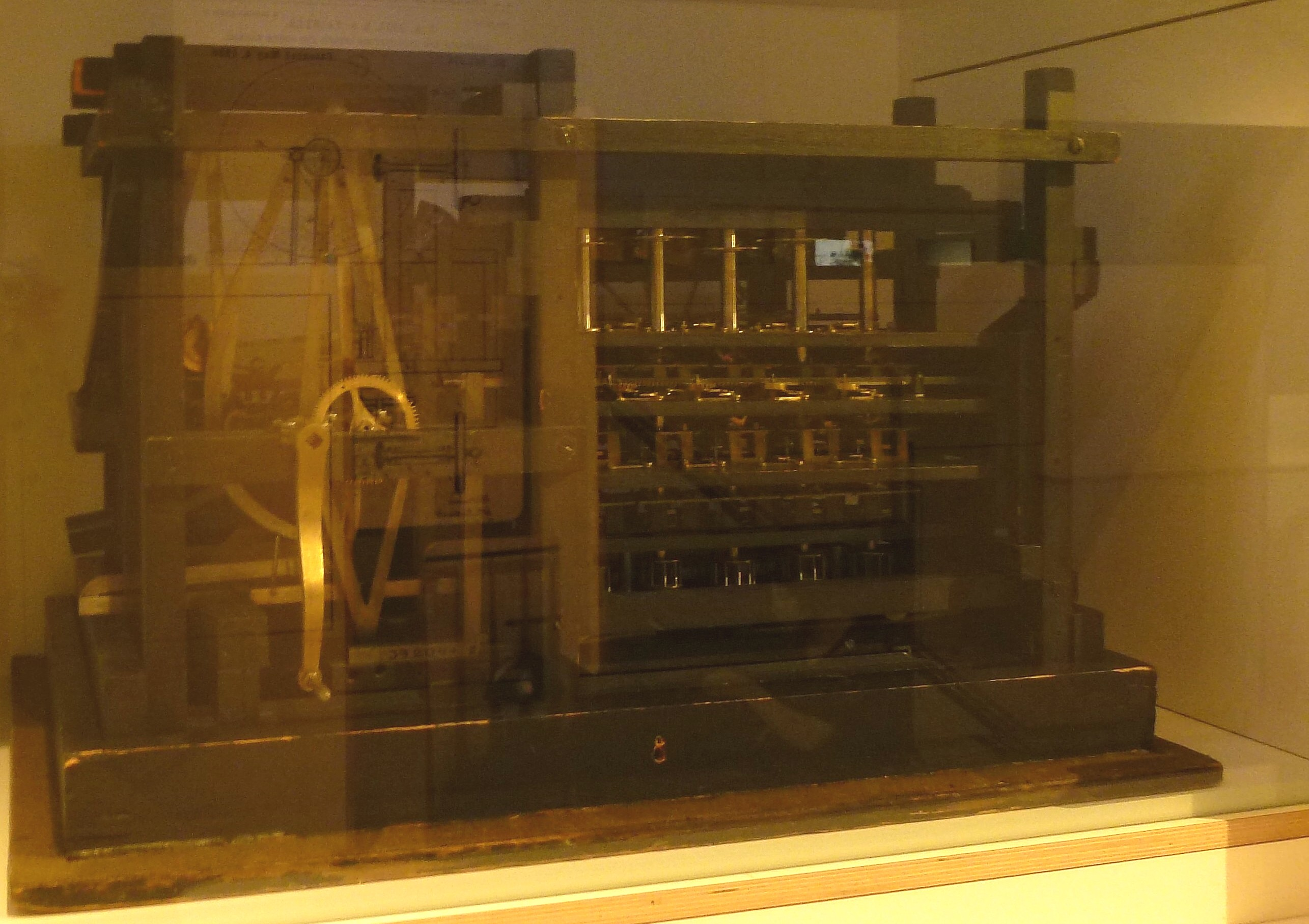
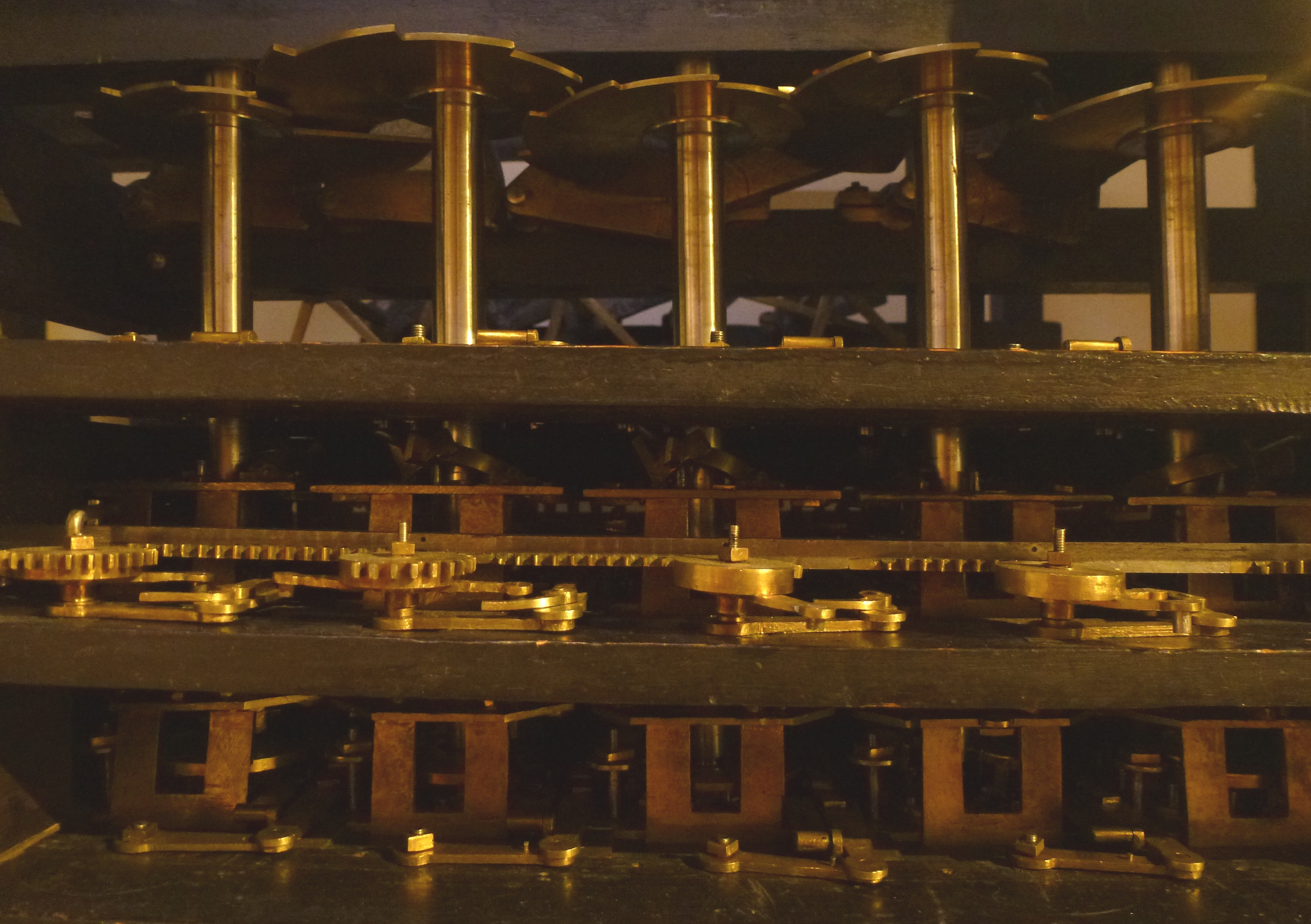
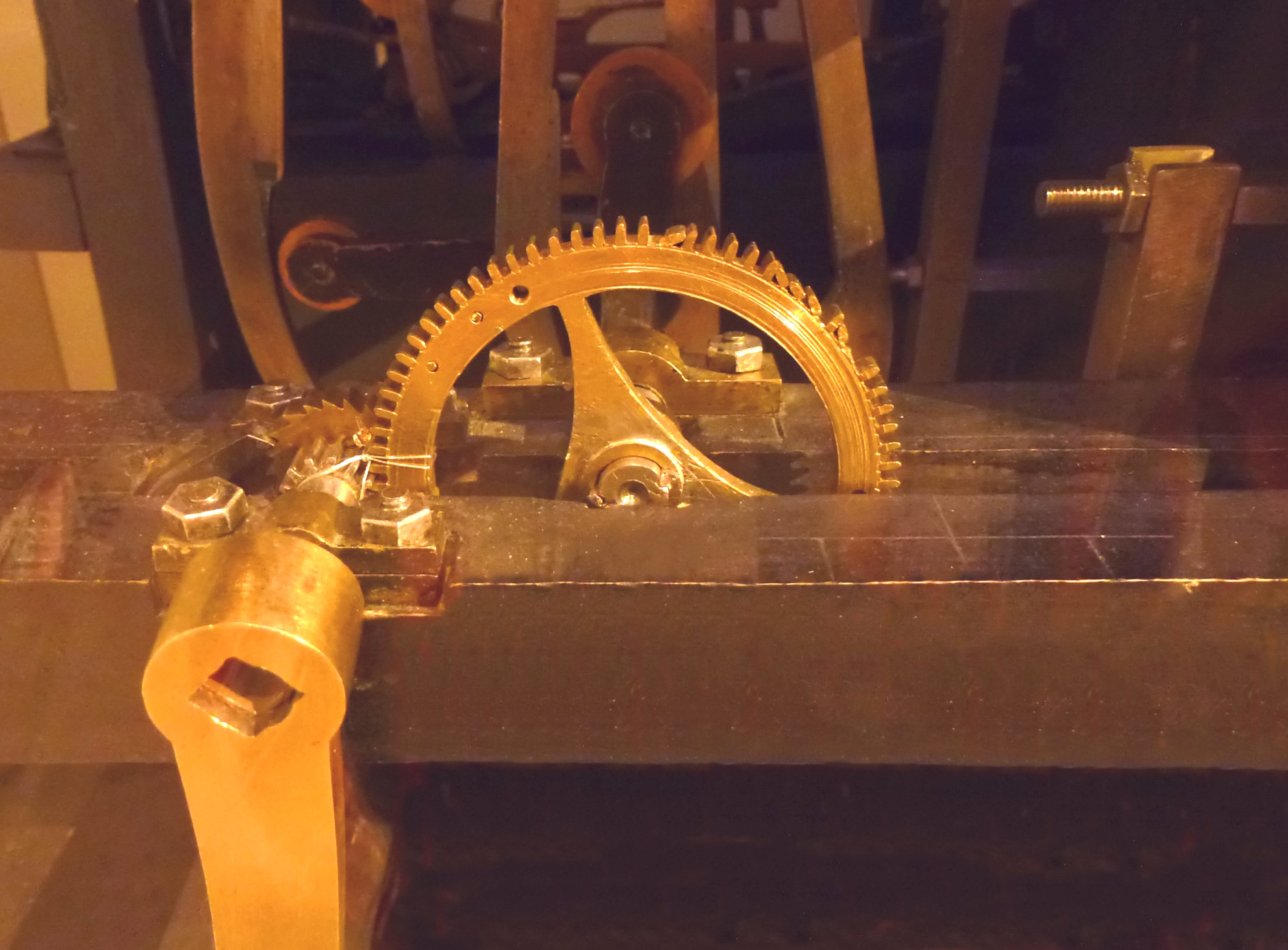